# Anomalie (Geologie)
Der Begriff geologische Anomalie ist nicht einheitlich definiert, wird aber in der Fachliteratur oft verwendet. In den meisten Fällen bezeichnet er eine deutliche Änderung in der Struktur geologischer Schichten, beispielsweise
- lokalen Verwerfungen, wie sie oft in Sedimentbecken auftreten, z. B. unregelmäßige Störungslinien, verschobene Überlagerung von Ton- und Sandsteinen usw.
- Sedimente mit ungewöhnlicher Element- oder Isotopenverteilung, etwa in Schichten, welche den Zeitablauf von Massenaussterben in der Vorgeschichte anzeigen
- regionale Anomalien: Magmakammern im Aufbau des Erdinneren, etwa bei Magmenkammern oder Hot Spots
- seismische Auffälligkeiten in Orogenen und Einbruchsbecken
- petrologische Anomalien in Grenzzonen der kontinentalen Erdkruste, z. B. in der Conrad-Diskontinuität
- bei Vererzungen und strukturreichen Ganggesteinen
- Versetzungen oder Gesteinsänderungen in Baugruben oder archäologischen Schurfgräben.

Die Methoden, mit denen solche und verwandte Anomalien entdeckt bzw. untersucht werden, erstrecken sich über alle Teilgebiete der Geologie und der Angewandten Geophysik.